# Ingrid Fickler
Ingrid Fickler (* 27. Oktober 1940 in Zagreb) ist eine deutsche Juristin und Politikerin. Als Abgeordnete der CSU gehörte sie von 1994 bis 2008 dem Bayerischen Landtag an. Von 1993 bis 1995 war sie Mitglied des Parteivorstandes der CSU. Von 1998 bis 2008 war sie im Landtag stellvertretende Fraktionsvorsitzende. Von 1986 bis 1994 war sie Richterin am Bayerischen Verfassungsgerichtshof. 

## Leben
Ausbildung
Fickler besuchte zunächst das Gymnasium Sacré-Coeur in Graz und Metz. Nach dem Abitur 1959 ging sie auf die Handelsakademie in Graz und begann im gleichen Jahr ein Studium der Rechtswissenschaften. Später wechselte sie nach München, wo sie 1963 promovierte.
Juristin
Im Anschluss daran war sie an einem Gericht und in einer Steuerberatungs- und Wirtschaftsprüferkanzlei tätig. 1966 heiratete Fickler einen Holzunternehmer und arbeitete in dem Betrieb ihres Ehemannes in Lautrach im Landkreis Unterallgäu mit.
CSU-Politikerin
Ihre politische Laufbahn begann 1977 mit dem Eintritt in die CSU. 1985 wurde sie in ihrem Heimatlandkreis Unterallgäu Kreisvorsitzende der Frauen-Union und im gleichen Jahr Mitglied des CSU-Bezirksvorstandes in Schwaben, zwei Jahre später stellvertretende Vorsitzende der CSU Schwaben. Ihr erstes Mandat übernahm sie 1990 im Kreistag des Landkreises Unterallgäu. 1991 wurde Fickler Mitglied des Landesvorstands der Frauen-Union und seit 1993 ist sie stellvertretende Landesvorsitzende. 1993 wurde sie in den Parteivorstand der CSU gewählt, dem sie bis 1995 angehörte. Bei den Landtagswahlen im Herbst 1994 wurde Fickler erstmals in den Bayerischen Landtag gewählt. Ab 1998 war sie dort stellvertretende Fraktionsvorsitzende ihrer Partei und gehörte dem Ausschuss für Verfassungs-, Rechts- und Parlamentsfragen an. Bei den Landtagswahlen 2008 konnte sie als Listenkandidatin für den Bezirk Schwaben aufgrund der Stimmverluste der CSU nicht mehr in den Landtag einziehen.
Verfassungsrichterin
Von 1986 bis 1994 wurde Fickler auf Vorschlag der CSU als nichtberufsrichterliches Mitglied des Bayerischen Verfassungsgerichtshofes für zwei Wahlperioden gewählt.
Weitere Ehrenämter
Neben ihrer politischen Tätigkeit ist Fickler in verschiedenen kirchlichen Organisationen aktiv. Seit 1978 ist sie in Schwaben Bezirksleiterin des Katholischen Deutschen Frauenbundes, von 1990 bis 2002 dessen stellvertretende Landesvorsitzende. Von 1978 bis 1990 und dann noch einmal von 1994 bis 1998 war sie in der Diözese Augsburg Mitglied des Diözesanrates und von 1989 bis 1990 Mitglied der Diözesansynode.
Privates
Die Lautracherin ist verheiratet und Mutter von zwei Kindern.

## Orden und Ehrenzeichen
- 2006: Bayerischer Verdienstorden
- 2008: Bayerische Verfassungsmedaille in Silber
- 2009: Verdienstmedaille des Bayerischen Holzwirtschaftsrates
- 2012: Verdienstkreuz am Bande der Bundesrepublik Deutschland